# Louis-Michel Letort de Lorville
Louis-Michel Letort de Lorville, né le 28 août 1773 à Saint-Germain-en-Laye et mort le 16 juin 1815 à Charleroi est un général français de la Révolution et de l'Empire.

## Biographie
Louis-Michel Letort de Lorville, né le 28 août 1773 à Saint-Germain-en-Laye, est le fils de Charles Letort et d'Henriette Audry.

### De la Révolution à l'Empire
Il fait avec distinction les premières guerres de la Révolution française, et devient sous l'Empire major dans les dragons de la garde. Volontaire de 1791, il combat à la bataille de Jemappes et Neerwinden. Blessé en Italie en 1799, il continue pourtant sa carrière militaire en Autriche puis en Prusse, en Pologne et en Russie malgré une nouvelle blessure reçue à Iéna.
Il se signale en 1808 à la bataille de Burgos. Fait baron de l'Empire le 9 septembre 1810 il se signale en Russie, notamment au combat de Gorodnia, et obtient le grade de général de brigade le 30 janvier 1813. Il se couvre de gloire à Wachau et, quoique blessé, n'en prend pas moins part à la bataille de Hanau où il a un cheval tué sous lui. Le 12 février 1814 il fait des prodiges de valeur à Château-Thierry et est nommé général de division le lendemain. Le 19 mars de la même année, il attaque avec impétuosité l'arrière-garde ennemie, s'empare d'un parc de pontons et poursuit longtemps les Alliés l'épée dans les reins.

### La dernière campagne

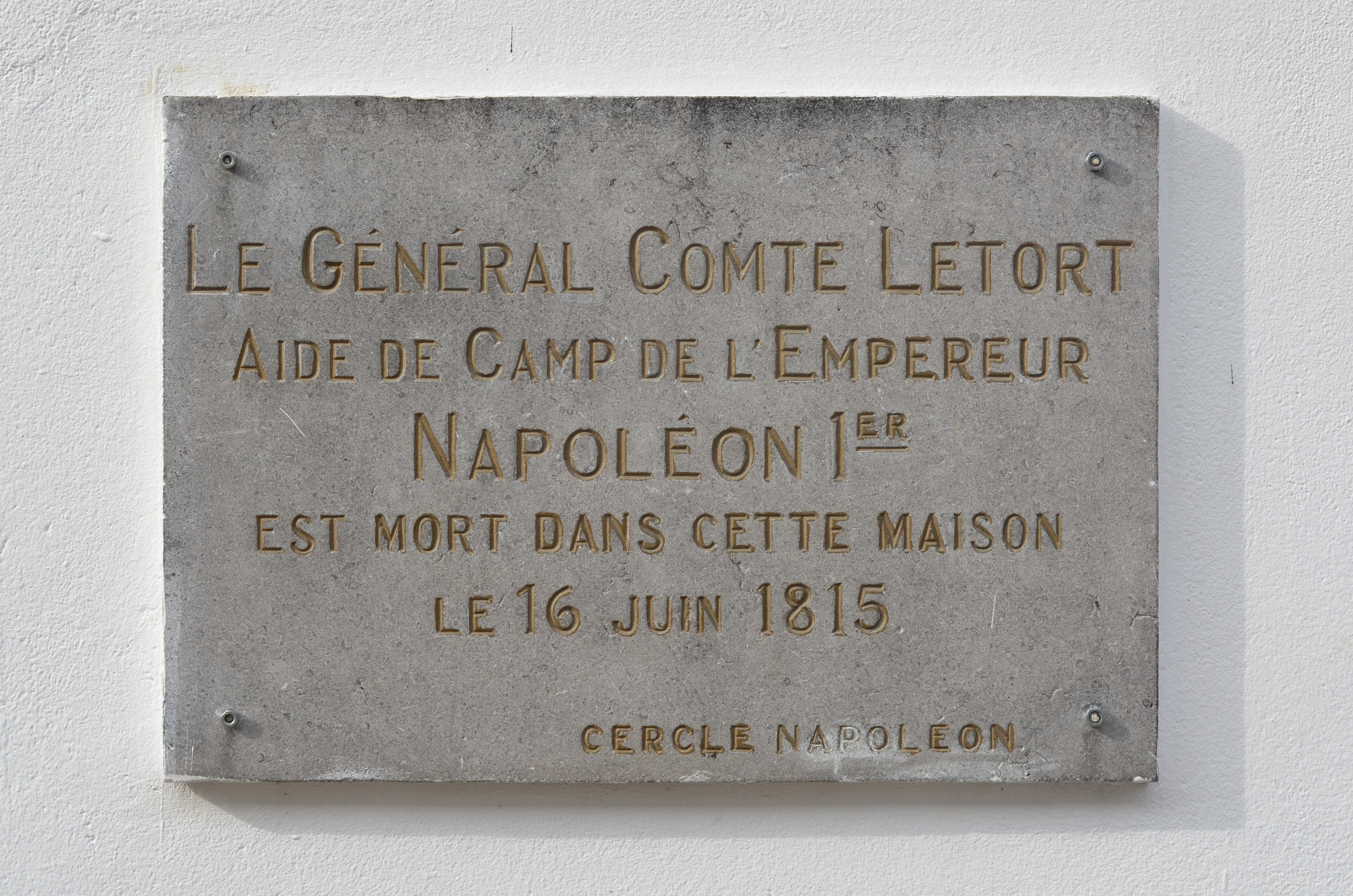
Plaque apposée à Charleroi, 88 boulevard Joseph Tirou, maison où est mort le général comte Letort.

Pendant les Cent-Jours le général Letort offre ses services à l'Empereur, qui lui confie le commandement des dragons de la Garde et en fait son aide de camp. Le 15 juin au moment où Napoléon vient de donner l'ordre d'attaquer le corps du général Ziethen adossé au bois de Fleurus, celui-ci refuse le combat et se retire. L'Empereur, impatienté de voir ce corps lui échapper, donne l'ordre à son aide de camp Letort de prendre les quatre escadrons de service de la Garde et de charger l'arrière-garde ennemie : c'est le combat de Gilly. Letort s'élance aussitôt, poursuit l'infanterie prussienne en la sabrant, enfonce deux carrés d'infanterie et détruit un régiment entier ; mais il tombe mortellement blessé d'une balle au bas ventre au milieu de cette brillante charge et meurt le lendemain.
Il est inhumé au cimetière du Père-Lachaise (43e division).

## Hommages
Le nom du général Letort est inscrit sur le côté nord de l'arc de triomphe de l'Étoile. Dans la seconde moitié du XIXe siècle, la rue Letort et l'impasse Letort dans le 18e arrondissement de Paris prennent son nom.

## Armoiries
| Blason | Blasonnement |
| ------ | --- |
|        | Coupé : au I, parti d’or au casque taré de profil et contourné de sable, et des Barons Militaires ; au II, d'or au bouclier de sable, chargé d'une croix d'argent, cantonnée de 4 étoiles du même ; à la bordure d'argent, cloutée de sable. (A. Révérend - Armorial du Premier Empire) |

## Famille
- Marié le 23 décembre 1809 avec Sarah Newton (30 novembre 1788 — 27 octobre 1850).
- Ils ont une fille, Fanny Rosalba Letort (15 mars 1815 — 3 février 1875). Il meurt trois mois après sa naissance. Fanny épouse le 27 décembre 1832 à Paris le vicomte Eugène Georges Jacques Beuret, de qui elle a deux filles.